# Idatide di Morgagni
L'idatide di Morgagni (in latino appendix testis) è un incostante residuo embrionario, derivato dal dotto di Müller, posizionato sul polo superiore del testicolo, spesso con un peduncolo più o meno lungo.

## Patologia
A causa del peduncolo, l'idatide può torcersi. La torsione dell'idatide, di certo meno frequente di quella testicolare, viene spesso scambiata, per i sintomi che provoca, per una torsione del testicolo, un'epididimite, un'orchite o addirittura un'appendicite. 
La torsione dell'idatide di Morgagni, non necessita di intervento chirurgico, basta un corticosteroide per risolvere il caso. 